# Порекату
Порекату (порт. Porecatu) — муниципалитет в Бразилии, входит в штат Парана. Составная часть мезорегиона Северо-центральная часть штата Парана. Входит в экономико-статистический  микрорегион Порекату. Население составляет 14 979 человек на 2006 год. Занимает площадь 291,665 км². Плотность населения — 51,4 чел./км².
Праздник города — 8 декабря.

## История
Город основан 8 декабря 1941 года.

## Статистика
- Валовой внутренний продукт на 2003 год составляет 101 006 448,00 реалов (данные: Бразильский институт географии и статистики).
- Валовой внутренний продукт на душу населения на 2003 год составляет 6562,27 реалов (данные: Бразильский институт географии и статистики).
- Индекс развития человеческого потенциала на 2000 год составляет 0,785 (данные: Программа развития ООН).